# Ohlas písní ruských
Ohlas písní ruských je sbírka 26 epických básní, kterou vydal František Ladislav Čelakovský poprvé roku 1829 v době sílícího národního obrození. Jeho sbírka patří do tzv. „ohlasové poezie“ čerpající náměty z romantického obdivu k folklórní tvorbě. Ačkoli nebyl prvním básníkem takto inspirovaným, jako první s touto tvorbou významně uspěl. Lidová slovesnost se v jeho podání stala zdrojem vysokých básnických hodnot. Za námět sbírky si vzal básně lidové slovesnosti největšího slovanského národa, který krátce předtím porazil Napoleona a v minulosti úspěšně odolával tureckým nájezdům, čímž chtěl podpořit domácí národnostní cítění. Knihu František Ladislav Čelakovský věnoval svému ctěnému příteli Karlu Aloisi Vinařickému. 
V básních vystupují, stejně jako v ruských bylinách, neohrožení, stateční a neporazitelní bohatýři, sloužící nezištně zájmům lidu, které autor převzal z ruských bylin (Ilja Muromec, Čurila Plenkovič), nebo které sám vytvořil (Ilja Volžanin). Dalšími vystupujícími jsou car, prostí vojáci, milované a milující dívky, moudrá matka atd. Básně jsou nejen o hrdinských činech a vítězstvích bohatýrů, ale též o lásce, šťastné i odpírané. Jsou prostoupeny typicky ruským duchem a náladou: smyslem pro přírodu, národní velikostí a intimním vzýváním života.
Pro větší podobnost s ústní lidovou slovesností používá autor též její typické postupy jako obrácený slovosled, stupňování sloves, které více dramatizuje děj, nebo typické ustálené výrazy („kalená střela“, „dobrý mládenec“ apod.) Pro větší svázání básní s jejich ruskými náměty se v díle objevují přímo ruská slova nebo výrazy.
Zvláštní historii ve sbírce měla báseň „Rusové na Dunaji roku 1829“, která byla zařazena až do druhého vydání sbírky, neboť při tom prvním neprošla tehdejší cenzurou.
Obsah několika vybraných básní:

## Básně

### Bohatýr Muromec
Úvodní báseň celé sbírky přináší nejoblíbenějšího a nejslavnějšího ruského bohatýra Ilju Muromce, který nezištně bojoval na straně lidu proti Tatarům. V básni je zobrazena smrt mládence zabitého třemi Tatary, jehož smrt pak Muromec slavně pomstí tím, že je také zabije. Prvního tatařína šípem sklátí, druhého ve dví mečem rozetne a na třetího, který prchá, poštve svého koně. Je to velmi bohatá báseň.

### Rusové na Dunaji roku 1829
Ruské vojsko táhne k Dunaji a prosí jej, aby je nechal přejít, že jdou vyhnat Turky. Za Dunajem je vítá otec Nikolaj a vybízí je, aby vyhubili Turky za Dunajem a tím posloužili své vlasti.

### Důvtipný milý
Milostná báseň, v níž dívka zve milého pod okénko tím, že vše vypráví jako holoubkovi, aby tak přelstila přísného otce, který nepřeje její lásce k sousedovi.

### Odšedivělý
Do dvorce se přihnal kůň s jezdcem, ve kterém dívka poznává svého milého až poté, kdy z jeho vlasů a vousů roztaje sníh – „odšediví“.

### Veliký ptačí trh
Báseň napsaná jako velká zvířecí báj. Všichni ptáci se slétají na trh, aby mohli prodat svoje zboží. Tam přichází velmi bohatá sova a vybírá množství zboží za 5000 rublů. Spokojený obchodník čáp odplouvá domů, cestou jej přepadne bouře a jemu se potopí loď s celým výdělkem. Od té doby se čápi brodí vodou a hledají svoje ztracené bohatství.

### Čurila Plenkovič
Postava Čurily Plenkoviče je v ruských bylinách známa jako bohatý a rozmařilý šlechtic. Autor jej ale více přiblížil Ilju Muromcovi – lidovému hrdinovi.
Celá Rus je sužována ptákem Velikánem Velikánovičem. Ten žere lidi, dobytek a ničí celé vesnice. Čurila Plenkovič se nechá zašít do volské kůže a v tomto převleku sníst ptákem. Pak jej zevnitř rozpárá, čímž jej zabije a lid zachrání. Za odměnu si pak od cara žádá, jako jeho skutečný vzor z bylin – rozmařilý šlechtic, aby mu car vystavěl dům na čerstvé hlíně, kterou byl pták zasypán, a použil k tomu jeho kosti, zobák a ptačí brka. Např. chce sloup ze zobáku ptáka, střechu z jeho křídel atd.

### Ilja Volžanin
Ilja Volžanin je Čelakovským uměle vytvořený bohatýr přesně podle vzoru z ruských bylin.
Jako malý chlapec spadne do Volhy a ta jej vychovává v čarokrásném paláci. Když dospěje, chce se podívat za svoji skutečnou matkou, ale Volha jej nechce pustit. Pustí jej, až když pohrozí, že zboří její palác. Na cestu mu daruje koně, meč, přilbici, luk a šípy. Když dojede k svému domovu, uvidí jen zbořeniště a Tatary spálenou zem. Vydá se tedy za tatarským vojskem a v bitvě je pobíjí po tisících. Když mu však Tatar Bajadur zabije koně, tak se všechny dary změní v ryby, písek a kosti želv. Ilja je lapen a vsazen do vězení. Tatarský car Ugadaj jej chce obrátit na svoji víru, a tak jej mučí. Ilja je však zachráněn božským zásahem, aby mohl dokončit svoji pomstu.

## Dílo online
- ČELAKOVSKÝ, František Ladislav. Ohlas písní ruských.. Ilustrace Mikoláš Aleš. Praha: K. Wiesner a spol., 1884. Dostupné online.
- ČELAKOVSKÝ, František Ladislav. Ohlas písní ruských.. Praha: Městská knihovna v Praze, 2011. Dostupné online. Elektronické vydání textu (e-kniha).